# Show Business
Show Business é um programa de entrevistas sobre economia e negócios.

## História
O Show Business teve início como um programa na rádio CBN, com o comando de João Doria Jr. em São Paulo, Rio de Janeiro e Brasília. Em 1992, fez sua estreia na televisão através da Rede Manchete com o nome Business. Em 1998, o programa muda de nome para Show Business, indo ao ar até 1999, quando a emissora foi definitivamente extinta em maio do mesmo ano, cedendo lugar à TV!. O programa foi uma das poucas atrações restantes da Manchete que passaram para a temporária TV Ômega. Com o fim da emissora, a atração ficou na sucessora RedeTV! até 2008, quando foi transferido para a Rede Bandeirantes.
Em 2007, o programa comemorou 15 anos no ar com vinheta comemorativa. Durante as eleições de 2016, Dória foi substituído pelo antropólogo e professor Luiz Marins. Marins assumiu de forma temporária até a chegada de Sônia Racy, colunista do O Estado de São Paulo para comandar a atração. Ela estreou na atração em 3 de dezembro de 2016. A última exibição na Band foi em 27 de agosto de 2023.
Em 16 de agosto de 2023, a atração ganhou uma versão exclusiva na TV Jovem Pan News, emissora televisiva do Grupo Jovem Pan com Bruno Meyer. Em 12 de outubro, passa a ser exibido com uma edição paralela, voltada para ESG (sustentabilidade), na BandNews TV, apresentado por Sônia Racy.

## Entrevistados
Com o foco em debater assuntos de economia, negócios e variedades, o Show Business, nos 25 anos de sua história, contou com entrevistados do Brasil e do exterior, que se destacam na área em que atuam. Desde 1992, já foram ao ar mais de 3 mil entrevistas com empresários de vários segmentos econômicos, ministros, chefes de Estado, dirigentes de associações e personalidades.
O programa contabiliza desde então diversos entrevistados de peso, dentre eles Abílio Diniz (Grupo Pão de Açúcar), Horácio Lafer Piva (Klabin), Jorge Gerdau (Gerdau), Paulo Skaf (FIESP), Ivan Zurita (Nestlé), Roberto Lima (Vivo), Marcio Cypriano (Bradesco) e José Carlos Grubisich (Braskem). O Comandante Rolim Amaro, que fundou a TAM concedeu três entrevistas a João Doria Jr. enquanto em vida.
O programa também valorizou a experiência de mulheres líderes, como Maria Luiza Trajano (Magazine Luiza), Chieko Aoki (Accor), Bia Aydar (MPM), Sônia Hess de Souza (Dudalina) e Glória Kalil, entre outras muitas entrevistadas. Também são entrevistados muitos políticos: já estiveram no estúdio autoridades a exemplos de Fernando Henrique Cardoso, Gilberto Kassab, Aécio Neves, Luiz Fernando Furlan, Eduardo Braga, Fernando Haddad e Sérgio Cabral.
Além de entrevistas com empresários e políticos, o Show Business já entrevistou personalidades de destaque. Nestes 15 anos, passaram pelo programa Ana Maria Braga, Daniela Mercury, Cláudia Leite, Ivete Sangalo, Toquinho, Christiane Torloni, Ivan Lins, Luciana Gimenez, Hebe Camargo, Eliana, Bruna Lombardi, Tom Cavalcante, Juca de Oliveira, Ronnie Von, Adriane Galisteu e Regina Duarte, entre mais de 70 artistas de renome.